# Harley-Davidson Streamliner

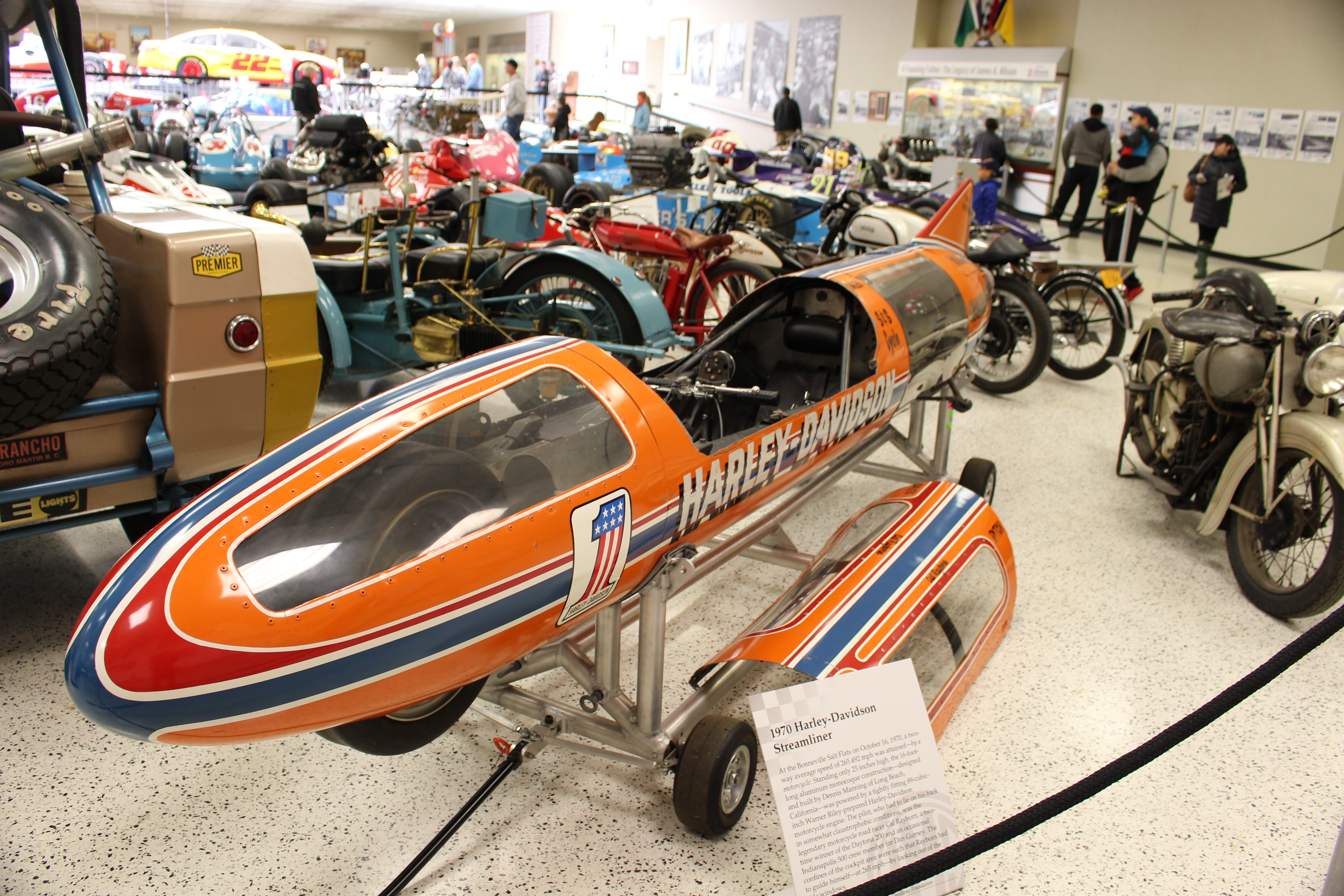
Denis Mannings Harley-Davidson Streamliner

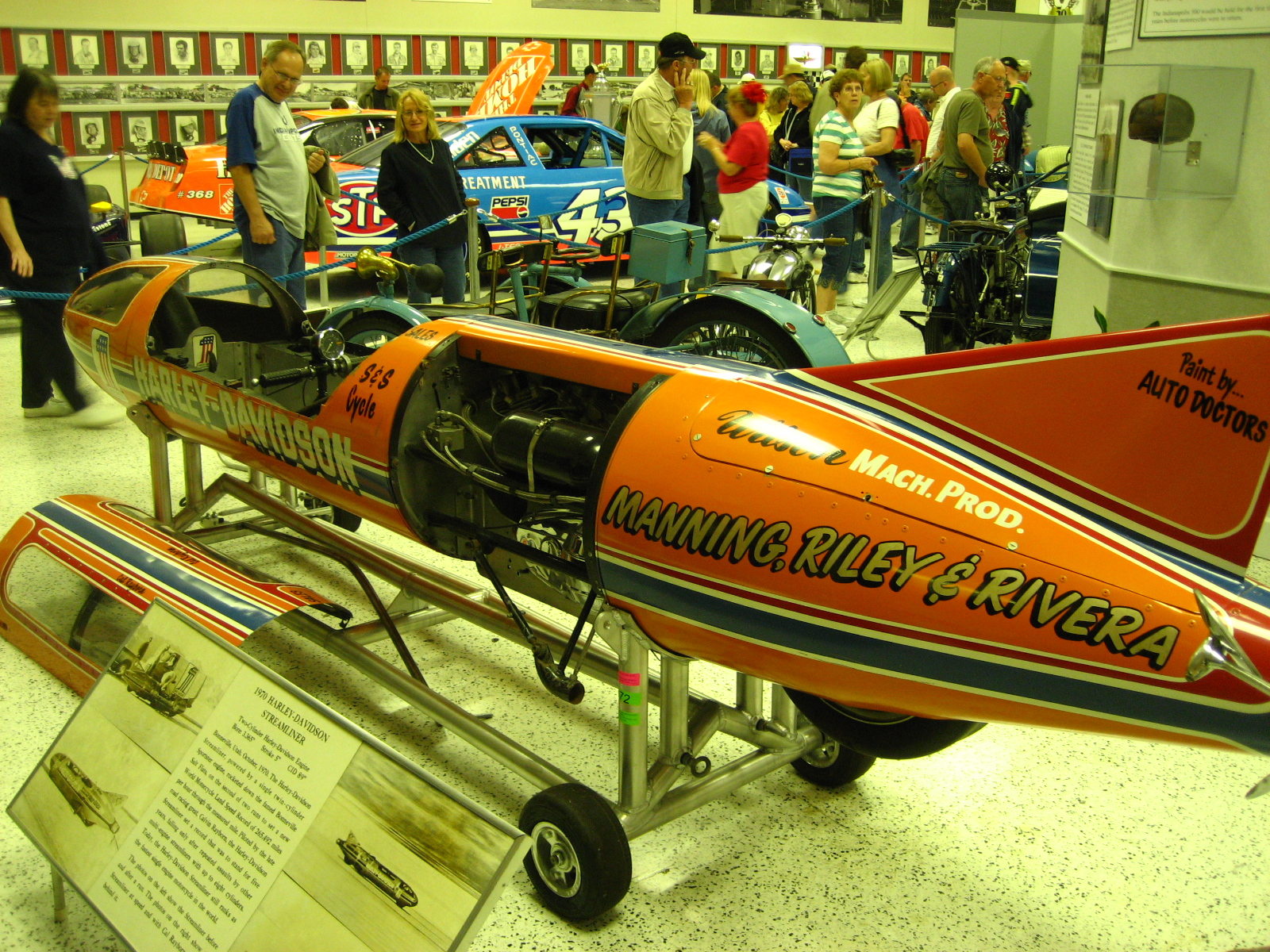
Das Rekordmotorrad von hinten gesehen

Der Harley-Davidson Streamliner ist ein speziell zur Erlangung des Motorrad-Geschwindigkeitsrekords gebautes Motorrad, mit dem der amerikanische Rennfahrer Cal Rayborn am 16. Oktober 1970 auf den Bonneville Salt Flats jenen auf 427,25 km/h verbesserte, ein Wert, der erst fünf Jahre später übertroffen wurde.

## Modellgeschichte
Entworfen und gebaut wurde die Maschine von Denis Manning, der 1968 mit den Arbeiten begann und das Stromlinienfahrzeug im Herbst 1970 mit einem benzinbetriebenen serienmäßigen Harley-Davidson Sportster-Motor auf 301 km/h brachte. Das Zweirad hatte die Form eines Torpedos von 58 Zentimeter Durchmesser erhalten, worin der Fahrer liegend untergebracht war. Eine Sicht nach vorne war nicht möglich, man musste die Streckenmarkierung durch ein Seitenfenster im Auge behalten. Der Motorradhersteller Harley-Davidson, der in den Tagen des Erstarkens japanischer Konkurrenzmarken unter dem Rennleiter Dick O’Brien sein Ansehen als sportlicher Wettbewerber aufpolieren wollte, nahm die Chance wahr und unterstützte Manning, allerdings unter der Voraussetzung, dass Cal Rayborn als Fahrer akzeptiert würde. Bis jener die Maschine zu beherrschen lernte, verunfallte er mehrmals und rutschte mit dem Gefährt auf der Seite liegend die Strecke entlang – dank der soliden Bauweise ohne größere Schäden.
Innerhalb einer Woche wurde der Rekord dann zweimal gebrochen: Don Vesco gelangte auf der Big Red mit zwei Yamaha-Motoren zu einem neuen Bestwert von 405,4 km/h, bevor Rayborn sich anschickte, ihn zu überbieten, zunächst mit dem serienmäßigen Sportster-Motor, der ihn auf mäßige 273 km/h brachte. Schließlich baute man einen von Warner Riley (Skokie, Illinois) vorbereiteten „Godzilla“-Motor – auf dem Sportster-Modell basierend – ein, dessen Kraftstoff eine Mischung mit 70-prozentigem Nitromethan-Anteil war. Cal Rayborn erreichte im Mittel aus zwei Läufen in entgegengesetzter Richtung 427,25 km/h, obwohl zuletzt 60 Meter vor der Lichtschranke ein Ventilsitz brach.
1975 schraubte Don Vesco wiederum die Rekordmarke auf 487,07 km/h. Eine von Manning 1985 mit dem Fahrer Dan Kinsey zum Einsatz gebrachte Maschine ist mit 460 km/h das schnellste Motorrad mit einem einzigen Harley-Davidson-Motor. Der Harley-Davidson Streamliner von 1970 ist heute im Besitz des Indianapolis Motor Speedway Museum.

## Technische Daten
| Harley-Davidson Streamliner | Harley-Davidson Streamliner                         |
| --------------------------- | --------------------------------------------------- |
| Motor                       | V2-Viertakt-Ottomotor (hinter dem Fahrer eingebaut) |
| Hubraum                     | 1460 cm³                                            |
| Leistung                    | k. A.                                               |
| Getriebe                    | 4-Gang-Getriebe mit Fußschaltung                    |
| Kraftübertragung            | Hinterradantrieb                                    |
| Rahmen                      | Monocoque                                           |
| Maße (L × B × H)            | 5800 × 584 × 635 mm                                 |
| Radstand                    | über 3000 mm                                        |
| Bremsen                     | Bremsschirm                                         |
| Gewicht                     | ca. 227 kg                                          |